# Pic de Magellan
Campephilus magellanicus
Espèce
Statut de conservation UICN

 LC  : Préoccupation mineure
Le Pic de Magellan (Campephilus magellanicus) est une espèce de grands oiseaux, des pics, peuplant le Chili le long des Andes, et certaines parties du sud-est de l'Argentine jusqu'en Terre de Feu. Cette espèce est l'exemple vivant le plus au sud du genre Campephilus, qui comprend notamment le fameux Pic à bec ivoire.

## Description

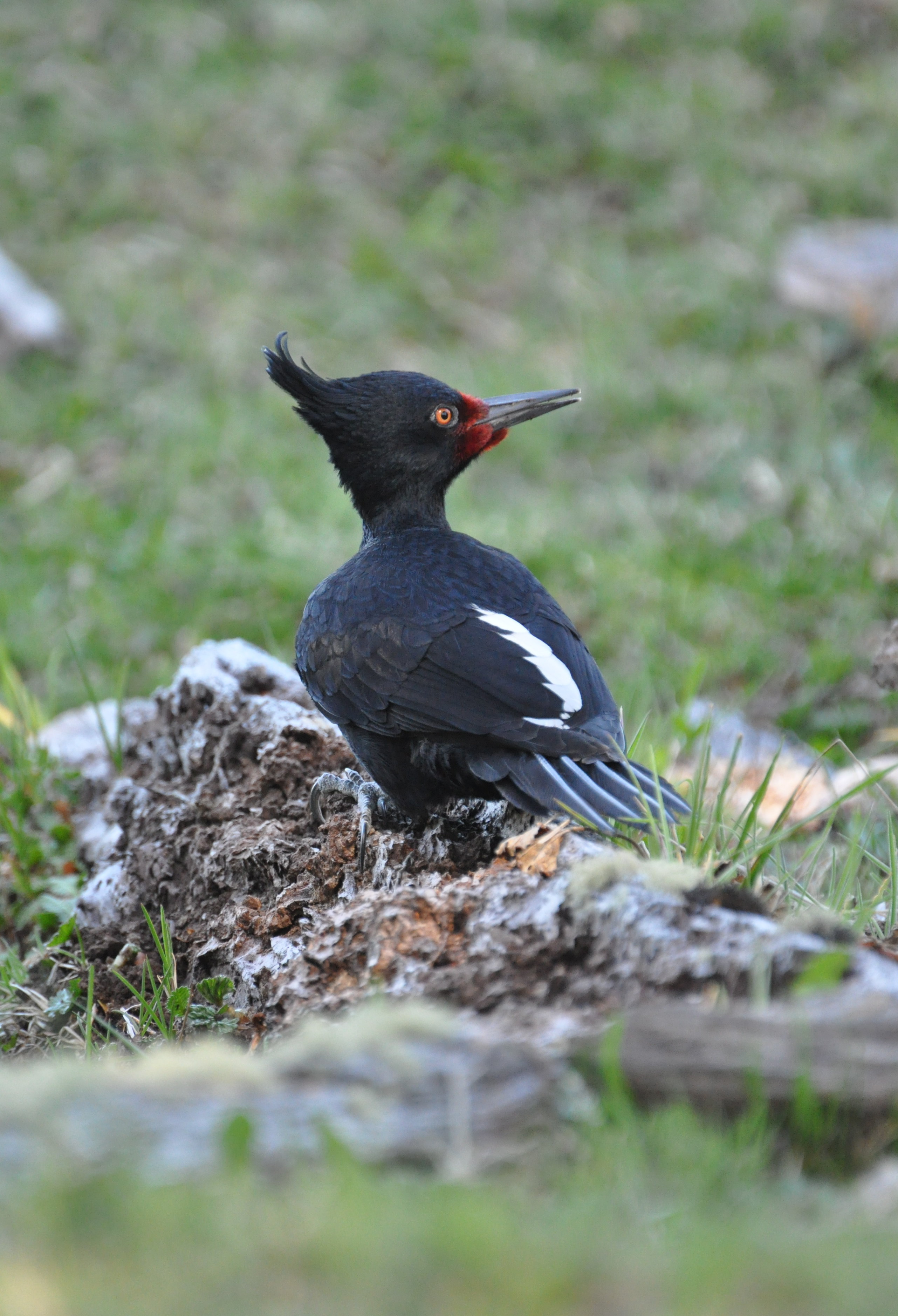
Le pic de Magellan (femelle). Terre de Feu, Argentine.

Le pic de Magellan mesure de 36 à 38 cm de longueur. Les mâles de cette espèce pèsent entre 312 et 363 g et les femelles environ 276 à 312 g.
Les pics de cette espèce sont noirs, avec une tache blanche sur les ailes et un bec gris en forme de burin. Les mâles ont la tête pourpre et une crête. Les femelles ont la tête noire, avec cependant une coloration rouge sous le bec. Les jeunes pics de Magellan ressemblent aux femelles de l'espèce mais ont une crête plus petite et un plumage plus marron.

## Alimentation
Ces oiseaux se nourrissent d'insectes (Xylophage), de leurs œufs et larves ainsi que de lombrics (Lumbricina).

## Nidification
Les couples se reproduisent à la fin de l'automne ou au début de l'hiver, faisant leur nid dans des cavités de 5 à 15 m au-dessus du sol. Les femelles pondent entre 1 et 4 œufs.

## Répartition et habitat
Cette espèce est présente tout le long des Andes de Patagonie chilienne et argentine à partir de la province de Neuquén ainsi que certaines parties forestières au sud-est de la Patagonie, jusque dans les zones boisées de l’archipel de Terre de Feu.
Le pic de Magellan habite les forêts, denses ou clairsemées, de Nothofagus dont les ñires (Nothofagus antarctica) mais aussi de conifères (Austrocedrus chilensis).